# 私の物語
『私の物語』(나의 이야기)は韓国の女性歌手チャン・ナラの4番目のアルバムである。

## 収録曲
1. Intro
2. カタツムリ(달팽이)
3. 冬の日記(겨울일기)
4. I Love School
5. Always
6. もう大丈夫です(이젠 괜찮아요)
7. もしかしたら(혹시라도)
8. 祀る文(모시는 글)
9. 恋人(연인) (Ft. シン・ヘソン)
10. 愛するのにいい日(사랑하기 좋은 날)
11. 冬の日記 (Bossa Nova ver.)
12. 私(나)
13. Make It Right
14. 飛不起來(飛ばないね)[※ 1]